# Zygmunt Dylik
Zygmunt Stanisław Dylik (ur. 27 lutego 1903 w Petersburgu  – zm. 26 października 1991 w Łodzi) – bibliotekarz, brat prof. Jana Dylika – geografa.

## Życiorys
Absolwent Wolnej Wszechnicy Polskiej w Łodzi i Uniwersytetu Łódzkiego. Doktorat na Uniwersytecie Warszawskim obronił w 1967 na podstawie dysertacji: Rola społeczno-wychowawcza biblioteki szkoły podstawowej.
Od 1921 pracował w Bibliotece Publicznej w Łodzi.
Organizator i pierwszy kierownik Biblioteki Uniwersyteckiej w Łodzi, w okresie od 11 lutego 1945 do 30 sierpnia 1946, a następnie od 1950 jej wicedyrektor, aż do przejścia na emeryturę w 1969. Kierował Działem Nabytków i organizował Dział Kartografii. Odpowiedzialny za budowę nowego gmachu biblioteki przy ul. Matejki 34/38. Od 1966 kustosz dyplomowany. Prowadził zajęcia dydaktyczne Państwowej Wyższej Szkole Pedagogicznej w Łodzi i na kursach Państwowego Instytutu Książki.

## Wybrane prace
- Nowoczesne problemy budownictwa bibliotecznego. „Życie Szkoły Wyższej” 1956 zeszyt specjalny, s. 86-98.
- Biblioteki szkolne zagranicą. „Ruch Pedagogiczny” 1968 nr 5, s. 709-722.
- Biblioteka Uniwersytecka w Łodzi w pierwszym okresie istnienia. „Życie Szkoły Wyższej” 1980 nr 7-8, s. 99-110.
- Biblioteka Uniwersytecka w dzielnicy wyższych uczelni w Łodzi. „Życie Szkoły Wyższej” 1984 nr 9, s. 101-114.
- Początki naukowego życia Łodzi przed drugą wojną światową. „Życie Szkoły Wyższej” 1987 nr 10, s. 60-70.
- Uniwersytet Łódzki w pierwszej fazie organizacji. „Życie Szkoły Wyższej” 1987 nr 3, s. 69-83.
- Informacja bibliograficzna dla łódzkich szkół. Łódź: Towarzystwo Przyjaciół Łodzi, 1976.
- Województwo łódzkie. Warszawa 1954 (współautorzy Jan Dylik, Roman Kaczmarek).

## Odznaczenia
- Srebrny Krzyż Zasługi (1948)
- Medal 10-lecia Polski Ludowej (1955).